# Sjiitisering
Sjiitisering is het proces van omvorming van een samenleving naar de sjiitische stroming. 
De sjiitisering vond vaak (en vindt nog steeds) plaats onder de soennieten en hun gebieden. Een goed voorbeeld hiervan is de gedwongen bekering van soennieten tijdens het Safawiedische tijdperk.

## Sjiitisering in Iran (Perzië)

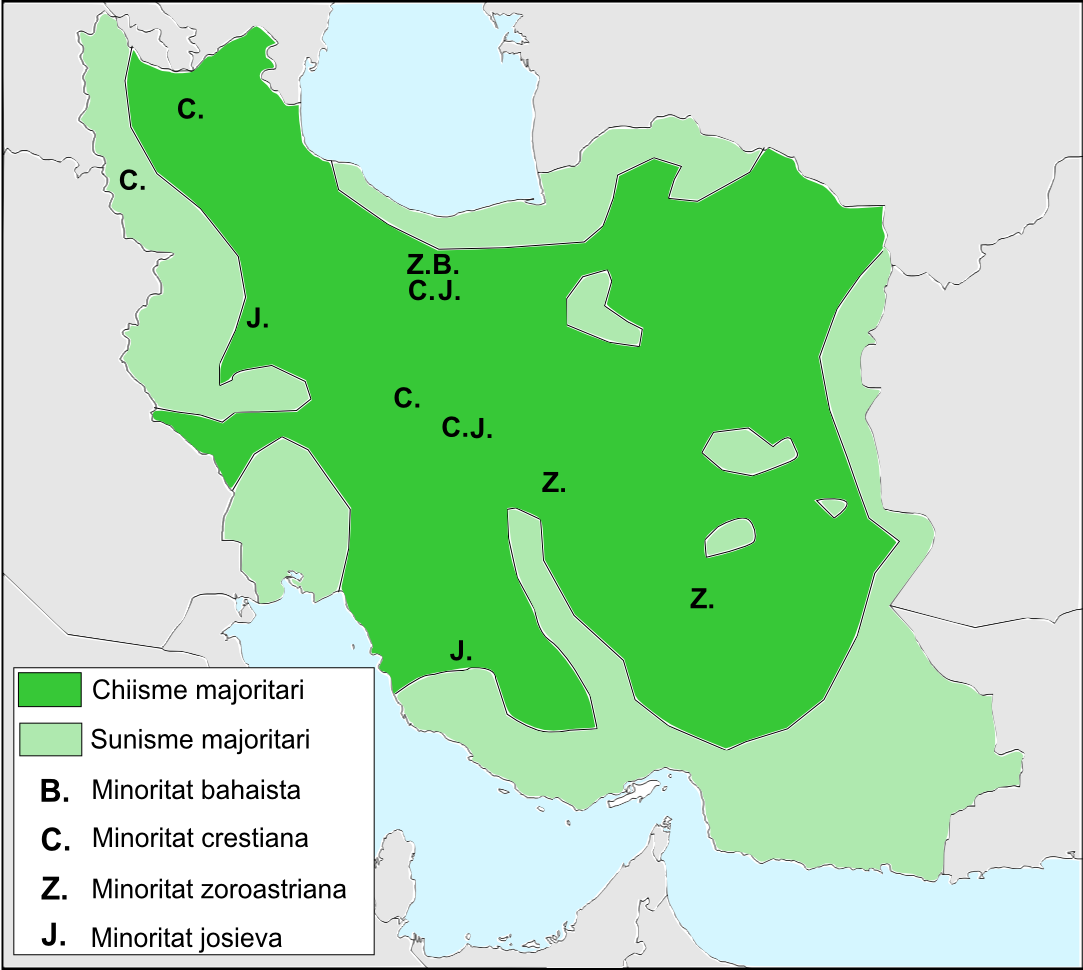
Religieuze kaart van Iran. Sjiieten in het donkergroen, soennieten in het lichtgroen.

In 1501 kwam sjah Ismaïl I, stichter van de Safawiedische dynastie aan de macht in Perzië. In enkele jaren tijd veroverde hij grote delen van Zuidwest-Azië. Ismaïl I introduceerde het twaalver-sjiisme als nationale godsdienst in Perzië, een land dat tot dan toe voornamelijk soennitisch was geweest. Die introductie was opmerkelijk omdat daarvoor het twaalver-sjiisme een esoterische sekte was geweest, die afstand had genomen van politiek. Ismail I trok zich daar weinig van aan en voerde de invoering van het twaalver-sjiisme hardhandig door, waarbij hij soennieten in zijn rijk en de omringende landen, zoals het Turkse Ottomaanse Rijk, bestreed. De meeste soennitische inwoners van Perzië werden gedwongen zich te bekeren tot het sjiisme. Ismail I haalde hiervoor ook sjiitische geleerden uit onder andere Libanon om het sjiisme een stevige basis te geven in zijn rijk. Sjiieten van buiten Perzië werden uitgenodigd door Ismaïl I om in Perzië te komen wonen.
De sjiitisering van Perzië duurde drie eeuwen lang waarbij niet alleen soennieten maar ook andere religieuze groepen gedwongen werden bekeerd en hierdoor Perzië een bastion van het sjiisme werd. Door hun acties waren de Safawieden in staat de sjiitische sekte te vestigen als de officiële religie van hun rijk, wat een belangrijk keerpunt markeerde in de islamitische geschiedenis, die tot die tijd universeel werd gedomineerd door de soennitische islam. Het markeerde ook een belangrijk keerpunt in de Iraanse geschiedenis, aangezien het de eerste demografische verandering van het land was sinds de islamitische verovering van Perzië in de 7e eeuw. Als direct gevolg van de bekeringscampagne van de Safawieden bleef het sjiisme dominant onder de bevolking van Perzië.

## Sjiitisering in Irak

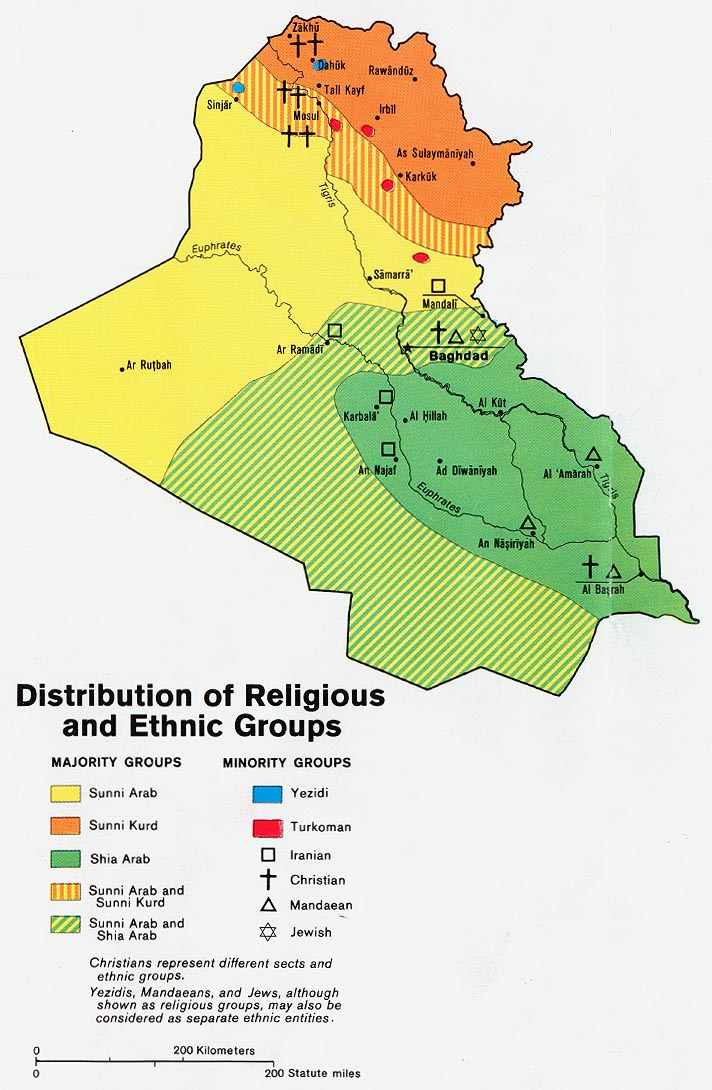
Religie in Irak in 1978.

Toen de Safawieden in 1501 het sjiisme tot officiële religie van Perzië verklaarde, droegen sjiitische geleerden uit het zuiden van Irak bij aan de bekeringsbeweging. De Safawieden nodigden ook veel sjiitische Arabische stammen uit naar Khuzestan om als bolwerk tegen het Turkse Ottomaanse Rijk te dienen, waardoor Khuzestan de naam Arabestan kreeg.
Tussen de 15e en 19e eeuw bekeerden veel van de stammen die aan de oevers van de Eufraat en de Tigris leefden, die oorspronkelijk soennitisch waren, zich tot het sjiisme. In de 19e eeuw voerde het Ottomaanse Rijk een beleid in om de semi-nomadische soennitische Arabische stammen te vestigen om meer centralisatie in Irak te creëren. De stammen namen een sedentair landbouwleven aan in het achterland van Najaf en Karbala en handelden en hadden vaak contact met de bewoners van de twee steden. Sommige soennitische Arabische stammen bekeerden zich om te protesteren tegen hun behandeling door de soennitische Ottomanen.
Sjiitische missionarissen uit Najaf en Karbala opereerden met relatieve vrijheid van het Ottomaanse Rijk en konden zonder veel officiële belemmeringen bekeren. De Bani Sallama, Tayy en al-Soudan in de Mesopotamische moerassen werden bekeerd door de Musha'sha'iyyah-dynastie, een ismaïlitische stamconfederatie gesticht door Muhammad ibn Falah die de stad Hoveyzeh in Khuzestan regeerde van 1435 tot 1924. Een andere stam, Banu Khaz'al, evenals de Banu Kaab bekeerden zich halverwege de 18e eeuw. Na de val van het emiraat Muhammara, een autonoom emiraat van de sjiitische Banu Kaab tussen 1812 en 1925 in de huidige provincie Khuzestan, vluchtten veel Iraanse Arabieren naar Zuid-Irak, waardoor de sjiitische bevolking in het zuiden verder toenam.
De bekeringen gingen door tot in de 20e eeuw, zoals de Britten in 1917 opmerkten. Veel Iraakse sjiieten zijn relatief recente bekeerlingen. De volgende stammen bekeerden zich in deze periode: sommige van de Zubaid, Banu Lam, Albu-Muhammad, veel van de Rabiah (waaronder al-Dafaf'a, Bani Amir en al-Jaghayfa), Banu Tamim (waaronder de Bani Sa'd, hun grootste groep in Irak), de Shammar Toga, sommige van de Dulaim, de Zafir, de Dawwar, de Sawakin, de al-Muntafiq confederatie, de Bani Hasan (van de Bani Malik), de Bani Hukayyim, de Shibil van de Khazal, de al Fatla, de stammen langs het Al-Hindiya kanaal en de vijf stammen van Al Diwaniyah (Aqra', Budayyir, Afak, Jubur en Jilaiha) die afhankelijk waren van het Daghara kanaal voor water.
Uit Britse statistieken over de bevolking van Irak in 1919 blijkt dat het percentage sjiieten in Irak wordt geschat op ongeveer 53% van de bevolking, met een aantal van ongeveer 1.500.000 mensen op een bevolking van 2.850.000 mensen. Deze cijfers werden in 1932 gewijzigd toen hun aantal werd berekend op 1.612.533 op een totaal van 2.857.077, of ongeveer 56%.
Volgens de CIA World Factbook zouden er in 2015 rond de 61-64% sjiieten zijn in Irak.

## Sjiitisering in Syrië

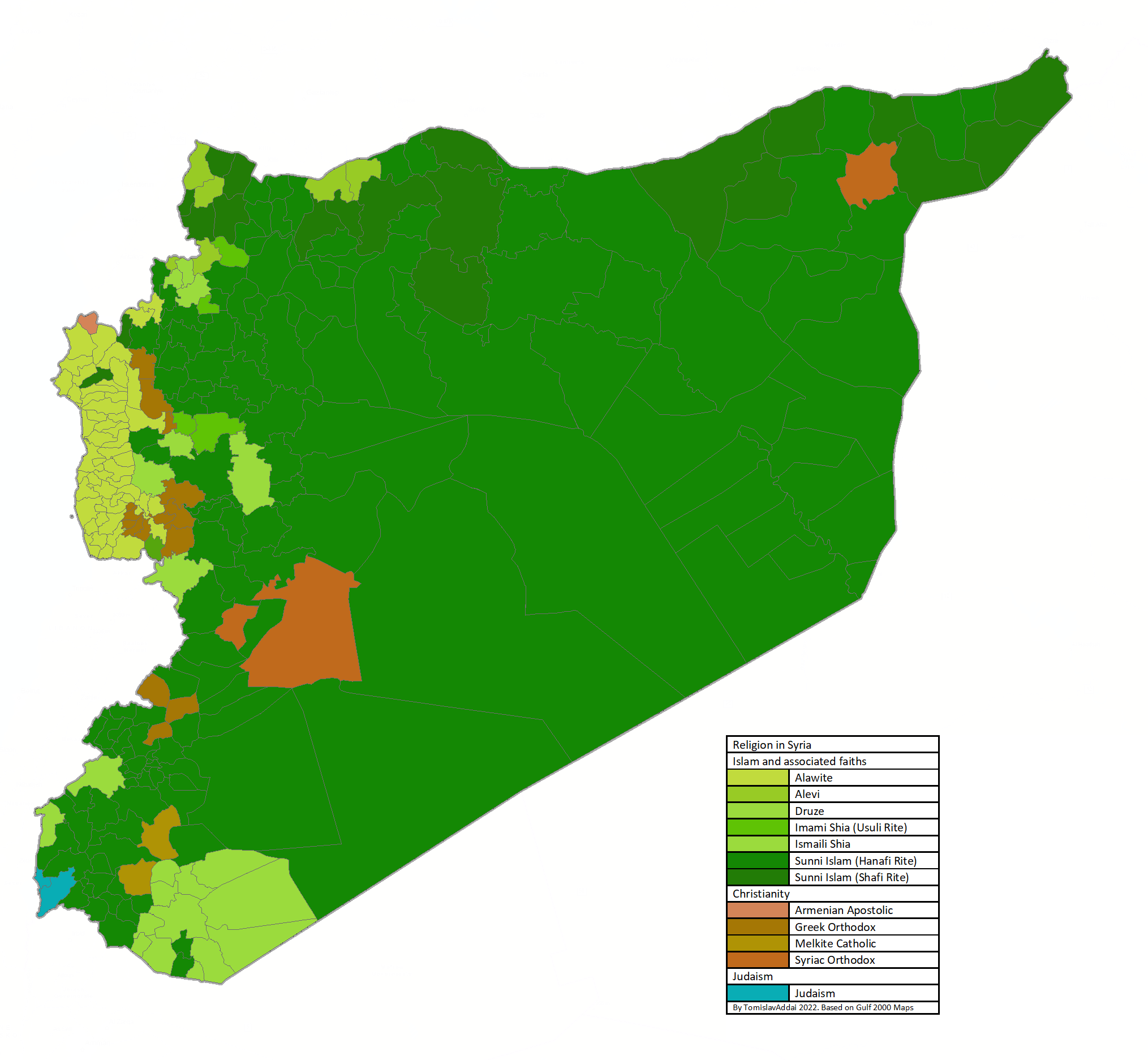
Religie in Syrië.

In 2017 of later schreef Hussain Ibrahim Qutrib, universitair hoofddocent geomorfologie aan het King Faisal Center for Research and Islamic Studies, een artikel over de demografische veranderingen die zich hebben voorgedaan in ‘Nuttig Syrië’ als gevolg van de Syrische burgeroorlog die begon in 2011. Concreet definieerde Hussain Ibrahim Qutrib ‘Nuttig Syrië’, vergelijkbaar met hoe de Syrische president Bashar al-Assad deze term begin 2016 definieerde – zoals in, inclusief de Syrische gouvernementen Damascus, Rif Dimashq, Homs, Hama, Latakia en Tartous.
Hussain Ibrahim Qutrib wees erop dat deze zes gouvernementen eind 2011 46% van de totale Syrische bevolking telden – oftewel 9,8 miljoen mensen op een totale Syrische bevolking van bijna 21,4 miljoen mensen op dat moment. Hussain Ibrahim Qutrib wees erop dat de demografie van ‘Nuttig Syrië’ eind 2011 69% soennieten, 21% alawieten, 1% sjiieten, 1% druzen, 2% ismaïlieten en 6% christen bestond.
Daarentegen is de bevolking van ‘Nuttig Syrië’ in 2016 gedaald van 9,8 miljoen naar 7,6 miljoen, maar de demografie is in de tussenliggende vijf jaar ook aanzienlijk veranderd; in 2016 bestond ‘Nuttig Syrië’ slechts uit 52% soennieten, 24% alawieten, 13% sjiieten, 1% druzen, 3% ismailieten en 7% christenen – met als belangrijkste verandering de explosieve groei van de sjiitische bevolking in "Nuttig Syrië" tussen 2011 en 2016. De toename van sjiieten in Syrië komt door de toename van sjiieten uit Libanon en Iran die de gebieden bevolken waar de soennitische Syriërs zijn gevlucht.
Vooral de demografische veranderingen in het Rif Dimashq en het Homs-gouvernement tussen 2011 en 2016 waren opmerkelijk: Rif Dimashq ging van 87% soennieten in 2011 naar 54% soennieten in 2016, terwijl het Homs-gouvernement tussen 2011 en 2016 van 64% soennieten naar 21% soennieten ging. Deze demografische transformatie is door Hussain Ibrahim Qutrib beschreven als sjiitisering.

## Sjiitisering in Marokko
Marokko is officieel soennitisch land waar geen sjiieten zijn. Vanwege de verre ligging in de islamitische wereld was er geen sprake van sjiitische invloed uit het Midden-Oosten. Pas met de Iraanse Revolutie in 1979 toen Marokko Iraanse sjiieten verwelkomde die gevlucht waren ontstonden de eerste contacten met sjiieten. De daaropvolgende decennia groeide het aantal sjiieten onder de Marokkanen, zowel in Marokko als onder de Marokkaanse diaspora in Europa. De sjiitisering gebeurt door proselitisme en gemengde huwelijken van Marokkaanse vrouwen met sjiitische mannen uit diverse landen in het Midden-Oosten.   Er zouden duizenden Marokkanen sjiieten zijn zowel in Marokko als in het buitenland. De antiwesterse houding van Iran en de Libanese Hezbollah zou hier een inspiratie en doorslaggevende rol in spelen onder de sjiitische bekeerlingen. 
Abdellah Nhari, een Marokkaanse imam pleite in 2016 voor strenge maatregelen om sjiitisering in Marokko tegen te gaan. Zo pleite hij om alle sjiieten het land uit te zetten en hun activiteiten strafbaar te maken. Volgens hem is het sjiisme een gevaar voor de veiligheid en stabiliteit van de islamitische landen.   Het Marokkaanse Ministerie van Binnenlandse Zaken liet in 2017 op vraag van Abdelouafi Laftit de boekenhandels inspecteren en sjiitische boeken uit de schappen verwijderen. 

## Sjiitisering in Nigeria
Het sjiitische geloof was vrijwel onbekend in Nigeria tot de jaren 80, toen Ibraheem Zakzaky na een bezoek aan Iran in 1979 bekeerde tot het sjiisme bij zijn terugkeer het sjiisme introduceerde onder de Nigeriaanse bevolking. Ibraheem Zakzaky verwierf aanhang onder degenen die teleurgesteld waren in het politieke en religieuze establishment. Ibraheem Zakzaky richt de Islamic Movement of Nigeria (IMN) op met als hoofdkwartier de stad Zaria. Een deel van de Nigeriaanse sjiieten zijn hierbij aangesloten.
Het sjiisme is vooral aanwezig is de staten Kano en Sokoto in het noorden van Nigeria. Er zouden naar schatting 2 miljoen Nigeriaanse sjiieten zijn.

## Bekeerlingen tot het sjiisme
- Malcolm Shabazz, kleinzoon van Malcolm X
- Ibrahim Zakzaky, prominente leider in Nigeria
- Abdullah al-Dahdouh, Marokkaanse imam in Brussel
- Riad Al Solh, voormalige Libanese minister
- Ali al-Sulayhi, stichter van de Sulayhidische dynastie in Jemen
- Öljeitü, achtste Khan van het Il-Khanaat
- Humayun, keizer van het Mogolrijk
- Ismail I, stichter van het Safawiedische rijk